# Hugo Krzyski

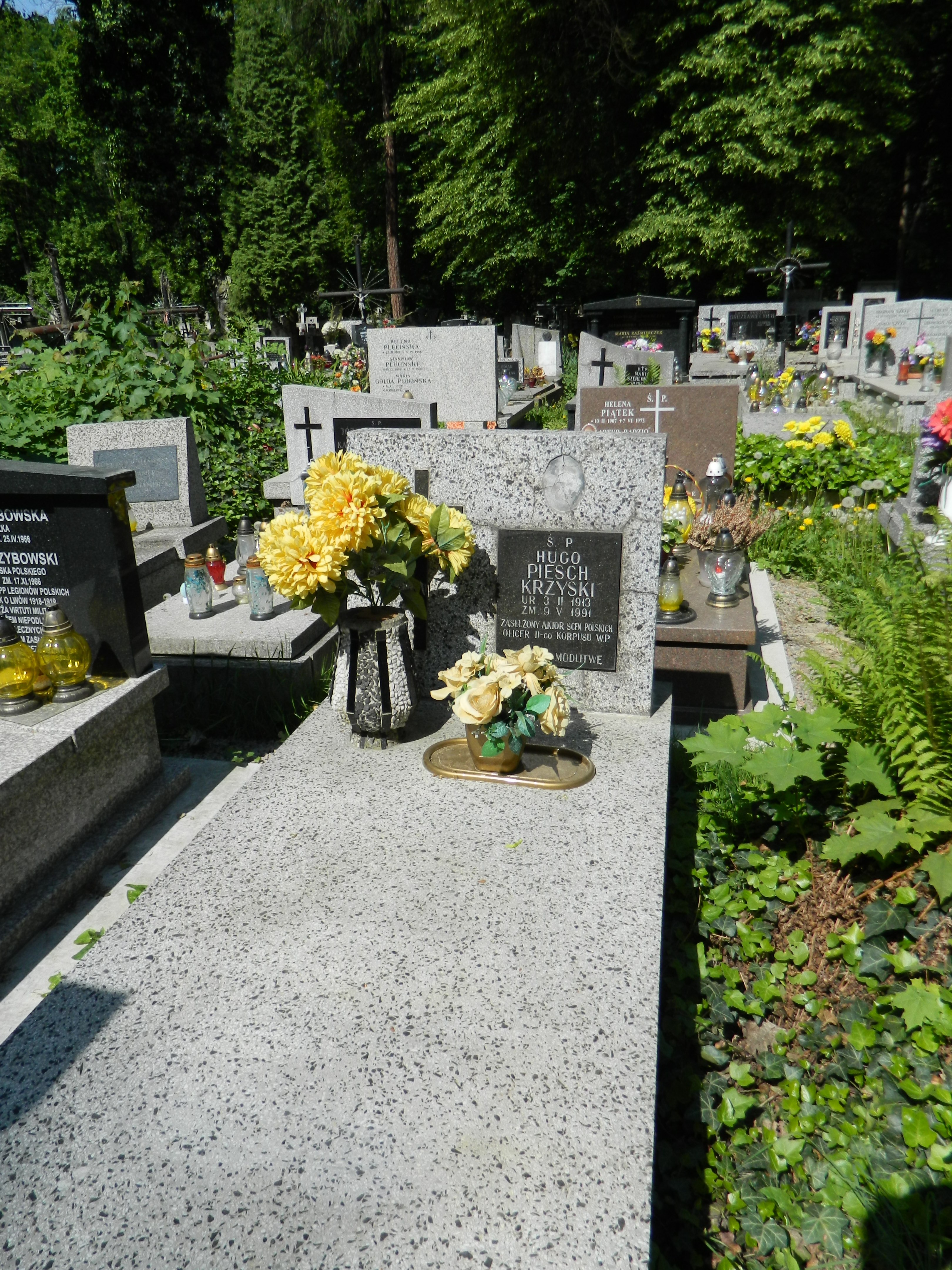
Grób Hugo Piescha Krzyskiego na cmentarzu Rakowickim w Krakowie

Hugo Krzyski, właśc. Hugo Piesch (ur. 3 lutego 1913 w Podwołoczyskach, zm. 9 maja 1991 w Krakowie) – polski aktor teatralny, filmowy i telewizyjny.

## Życiorys
Urodził się 3 lutego 1913 w Podwołoczyskach nad Zbruczem. Po wybuchu II wojny światowej i kampanii wrześniowej był internowany na Węgrzech, skąd przedostał się do Syrii i zgłosił się do Samodzielnej Brygady Strzelców Karpackich. W 1947 powrócił do Polski.
Występował na scenach Teatru Ziemi Pomorskiej w Toruniu (1938–1939), Teatru Polskiego w Poznaniu (1947–1948), Teatru Wojska Polskiego w Łodzi (1948–1949), Teatru Dramatycznego we Wrocławiu (1949–1951) oraz Teatru im. Juliusza Słowackiego w Krakowie (1951–1955 i 1966–1988). Aktor teatrów warszawskich: Powszechnego (1955–1959) i Ateneum (1959–1966).
Występował również w Teatrze Telewizji, m.in. w spektaklach: Bal manekinów Brunona Jasieńskiego w reż. Zygmunta Hübnera (1961), Zygmunt August Stanisława Wyspiańskiego w reż. Tadeusza Byrskiego (1961), Wiele hałasu o nic Williama Szekspira w reż. Ludwika René (1964), Moralność pani Dulskiej Gabrieli Zapolskiej w reż. Lidii Zamkow (1968), Ożenek Nikołaja Gogola w reż. Andrzeja Szafiańskiego (1968) oraz w roli doktora w przedstawieniu Lilla Weneda Juliusza Słowackiego w reż. Krystyny Skuszanki (1976), w roli Don Diego w Cydzie Stanisława Wyspiańskiego w reż. Ireny Wollen (1977) i w roli Ojca Pimena w Borysie Godunowie Aleksandra Puszkina w reż. Laco Adamíka (1981).
Zmarł w Krakowie. Pochowany na cmentarzu Rakowickim (kwatera XIVA-23-21).

## Filmografia (wybór)
- Szkice węglem (1956) – ksiądz Czyżyk
- Wyrok (1961) – adwokat
- Jutro premiera (1962) – pisarz w kawiarni "Klubu Literatów"
- Daleka jest droga (1963) – pułkownik Hutnik
- Ostatni kurs (1963) – kapitan Radzikowski
- Niekochana (1965) – mąż właścicielki mieszkania wynajmowanego kiedyś przez Kamila
- Podziemny front (serial telewizyjny, 1965) – niemiecki generał (odc. 3. Spotkanie z mordercą)
- Sam pośród miasta (1965) – towarzysz pani zamawiającej sok z grapefruita w lokalu
- Wystrzał (1965)
- Stawka większa niż życie (1968) – pułkownik Home Guard (odc. 13. Bez instrukcji)
- Skarb trzech łotrów (1972) – bibliotekarz
- Opowieść w czerwieni (1974) – ksiądz
- Potop (1974) – kanclerz
- Dulscy (1975) – starszy pan
- Tylko Beatrycze (1975) – opat Piotr
- Ocalić miasto (1976) – wysoki oficer niemiecki
- Polskie drogi (serial telewizyjny, 1976) – profesor UJ (odc. 2. Obywatele GG)
- Wysokie loty (1978) – dozorca willi Matusiaka
- W biały dzień (1980) – sędzia na procesie "Koraba"
- Na odsiecz Wiedniowi (1983) – biskup Jan Małachowski
- Ucieczka z miejsc ukochanych (serial telewizyjny, 1987)
- Crimen (serial telewizyjny, 1988) – książę Ostrogski

## Odznaczenia
- Krzyż Oficerski Orderu Odrodzenia Polski (1983)
- Krzyż Kawalerski Orderu Odrodzenia Polski (1976)
- Medal 10-lecia Polski Ludowej (28 stycznia 1955)[2]
- Medal 40-lecia Polski Ludowej (1984)
- Odznaka „Zasłużony Działacz Kultury” (1983).